# Cincinnati Masters 2004 - Qualificazioni singolare maschile
Le qualificazioni del singolare maschile del Cincinnati Masters 2004 sono state un torneo di tennis preliminare per accedere alla fase finale della manifestazione. I vincitori dell'ultimo turno sono entrati di diritto nel tabellone principale. In caso di ritiro di uno o più giocatori aventi diritto a questi sono subentrati i lucky loser, ossia i giocatori che hanno perso nell'ultimo turno ma che avevano una classifica più alta rispetto agli altri partecipanti che avevano comunque perso nel turno finale.
Le qualificazioni del torneoCincinnati Masters  2004 prevedevano 32 partecipanti di cui 8 sono entrati nel tabellone principale.

## Teste di serie
1. Ivo Karlović (Qualificato)
2. Dmitrij Tursunov (Qualificato)
3. Radek Štěpánek (primo turno)
4. Grégory Carraz (ultimo turno)
5. Julien Benneteau (primo turno)
6. Greg Rusedski (Qualificato)
7. Lu Yen-hsun (Qualificato)
8. Wayne Arthurs (ultimo turno)

1. Thierry Ascione (ultimo turno)
2. Dick Norman (primo turno)
3. Todd Reid (ultimo turno)
4. Wesley Moodie (Qualificato)
5. Noam Okun (ultimo turno)
6. Harel Levy (ultimo turno)
7. Jeff Salzenstein (ultimo turno)
8. Julian Knowle (primo turno)

## Qualificati
1. Ivo Karlović
2. Dmitrij Tursunov
3. Arvind Parmar
4. Dick Norman

1. Michel Kratochvil
2. Greg Rusedski
3. Lu Yen-hsun
4. Wesley Moodie

## Tabellone

### Legenda
| - Q = Qualificato - WC = Wild card - LL = Lucky loser | - ALT = Alternate - SE = Special Exempt - PR = Protected Ranking | - w/o = Walkover - r = Ritirato - d = Squalificato |

### Sezione 1
|  | Primo turno | Primo turno       | Primo turno       | Primo turno | Primo turno |  |  | Ultimo turno | Ultimo turno    | Ultimo turno    | Ultimo turno | Ultimo turno |  |
|  |             |                   |                   |             |             |  |  |              |                 |                 |              |              |  |
|  | 1           | Ivo Karlović      | Ivo Karlović      | 6           | 7           |  |  |              |                 |                 |              |              |  |
|  |             | Julien Jeanpierre | Julien Jeanpierre | 4           | 62          |  |  | 1            | Ivo Karlović    | Ivo Karlović    | 6            | 6            |  |
|  | 9           | Thierry Ascione   | Thierry Ascione   | 6           | 7           |  |  | 9            | Thierry Ascione | Thierry Ascione | 4            | 3            |  |
|  |             | Wayne Black       | Wayne Black       | 2           | 68          |  |  |              |                 |                 |              |              |  |

### Sezione 2
|  | Primo turno | Primo turno      | Primo turno      | Primo turno | Primo turno |  |  | Ultimo turno | Ultimo turno     | Ultimo turno | Ultimo turno | Ultimo turno |  |
|  |             |                  |                  |             |             |  |  |              |                  |              |              |              |  |
|  | 2           | Dmitrij Tursunov | Dmitrij Tursunov | 6           | 6           |  |  |              |                  |              |              |              |  |
|  |             | Gastón Etlis     | Gastón Etlis     | 3           | 2           |  |  | 2            | Dmitrij Tursunov | 610          | 7            | 6            |  |
|  | 15          | Jeff Salzenstein | 4                | 6           | 6           |  |  | 15           | Jeff Salzenstein | 7            | 6(1)         | 4            |  |
|  |             | Paul Goldstein   | 6                | 3           | 2           |  |  |              |                  |              |              |              |  |

### Sezione 3
|  | Primo turno | Primo turno    | Primo turno    | Primo turno | Primo turno |  |  | Ultimo turno | Ultimo turno  | Ultimo turno | Ultimo turno | Ultimo turno |  |
|  |             |                |                |             |             |  |  |              |               |              |              |              |  |
|  |             | Arvind Parmar  | 7              | 63          | 6           |  |  |              |               |              |              |              |  |
|  | 3           | Radek Štěpánek | 65             | 7           | 3           |  |  |              | Arvind Parmar | 2            | 6            | 6            |  |
|  | 14          | Harel Levy     | Harel Levy     | 6           | 6           |  |  | 14           | Harel Levy    | 6            | 2            | 1            |  |
|  |             | Alex Kuznetsov | Alex Kuznetsov | 1           | 4           |  |  |              |               |              |              |              |  |

### Sezione 4
|  | Primo turno | Primo turno    | Primo turno    | Primo turno | Primo turno |  |  | Ultimo turno | Ultimo turno   | Ultimo turno   | Ultimo turno | Ultimo turno |  |
|  |             |                |                |             |             |  |  |              |                |                |              |              |  |
|  | 4           | Grégory Carraz | Grégory Carraz | 6           | 6           |  |  |              |                |                |              |              |  |
|  |             | Brendan Evans  | Brendan Evans  | 3           | 3           |  |  | 4            | Grégory Carraz | Grégory Carraz | 4            | 5            |  |
|  |             | Dick Norman    | 2              | 7           | 6           |  |  |              | Dick Norman    | Dick Norman    | 6            | 7            |  |
|  | 10          | Glenn Weiner   | 6              | 63          | 3           |  |  |              |                |                |              |              |  |

### Sezione 5
|  | Primo turno | Primo turno       | Primo turno | Primo turno | Primo turno |  |  | Ultimo turno      | Ultimo turno      | Ultimo turno      | Ultimo turno | Ultimo turno |  |
|  |             |                   |             |             |             |  |  |                   |                   |                   |              |              |  |
|  |             | Michel Kratochvil | 6           | 65          | 6           |  |  |                   |                   |                   |              |              |  |
|  | 5           | Julien Benneteau  | 2           | 7           | 0           |  |  | Michel Kratochvil | Michel Kratochvil | Michel Kratochvil | 6            | 6            |  |
|  |             | Julian Knowle     | 3           | 6           | 7           |  |  | Julian Knowle     | Julian Knowle     | Julian Knowle     | 2            | 3            |  |
|  | 16          | Kevin Kim         | 6           | 3           | 65          |  |  |                   |                   |                   |              |              |  |

### Sezione 6
|  | Primo turno | Primo turno    | Primo turno    | Primo turno | Primo turno |  |  | Ultimo turno | Ultimo turno  | Ultimo turno  | Ultimo turno | Ultimo turno |  |
|  |             |                |                |             |             |  |  |              |               |               |              |              |  |
|  | 6           | Greg Rusedski  | Greg Rusedski  | 6           | 7           |  |  |              |               |               |              |              |  |
|  |             | Jaymon Crabb   | Jaymon Crabb   | 4           | 64          |  |  | 6            | Greg Rusedski | Greg Rusedski | 7            | 6            |  |
|  | 11          | Todd Reid      | Todd Reid      | 6           | 6           |  |  | 11           | Todd Reid     | Todd Reid     | 6            | 0            |  |
|  |             | Nenad Zimonjić | Nenad Zimonjić | 3           | 4           |  |  |              |               |               |              |              |  |

### Sezione 7
|  | Primo turno | Primo turno     | Primo turno     | Primo turno | Primo turno |  |  | Ultimo turno | Ultimo turno | Ultimo turno | Ultimo turno | Ultimo turno |  |
|  |             |                 |                 |             |             |  |  |              |              |              |              |              |  |
|  | 7           | Lu Yen-hsun     | Lu Yen-hsun     | 6           | 7           |  |  |              |              |              |              |              |  |
|  |             | Michael Russell | Michael Russell | 3           | 68          |  |  | 7            | Lu Yen-hsun  | Lu Yen-hsun  | 6            | 6            |  |
|  | 13          | Noam Okun       | Noam Okun       | 6           | 6           |  |  | 13           | Noam Okun    | Noam Okun    | 3            | 1            |  |
|  |             | Donald Young    | Donald Young    | 3           | 4           |  |  |              |              |              |              |              |  |

### Sezione 8
|  | Primo turno | Primo turno      | Primo turno      | Primo turno | Primo turno |  |  | Ultimo turno | Ultimo turno  | Ultimo turno | Ultimo turno | Ultimo turno |  |
|  |             |                  |                  |             |             |  |  |              |               |              |              |              |  |
|  | 8           | Wayne Arthurs    | Wayne Arthurs    | 6           | 6           |  |  |              |               |              |              |              |  |
|  |             | František Čermák | František Čermák | 1           | 0           |  |  | 8            | Wayne Arthurs | 2            | 6            | 3            |  |
|  | 12          | Wesley Moodie    | Wesley Moodie    | 7           | 6           |  |  | 12           | Wesley Moodie | 6            | 3            | 6            |  |
|  |             | Jeremy Wurtzman  | Jeremy Wurtzman  | 68          | 2           |  |  |              |               |              |              |              |  |